# A994 road
Die A994 road ist eine A-Straße in Schottland.
Ihr Westende befindet sich an einem Kreisverkehr westlich von Cairneyhill, durch welchen die A985 (Kincardine–Rosyth) verläuft. Nach Westen geht die B9037 ab, welche kleinere Ortschaften am Nordufer des Firth of Forth anbindet. Die A994 verläuft von dort aus in östlicher Richtung und bildet die Hauptstraßen der Ortschaften Cairneyhill und Crossford. Nach einer Gesamtlänge von 4,9 km endet die A994 durch Einmündung in die A907 am Westrand von Dunfermline. Damit bindet die A994 Dunfermline an die bedeutende A985 an, welche mit der Kincardine Bridge und der Forth Road Bridge beide Querungen des Firth of Forth miteinander verbindet.
Entlang der Straße liegen drei denkmalgeschützte Bauwerke. In Cairneyhill handelt es sich hierbei um die neogotische Cairneyhill Church, während die A994 in Crossford die Wohngebäude 57–59 Main Street sowie das Kriegerdenkmal passiert.